# タッサ・ブラジル
タッサ・ブラジル（Taça Brasil）は、ブラジルで1959年から1968年まで毎年開催されていた全国規模のサッカー大会である。多くの歴史家が当時のブラジルにおいてもっとも重要なサッカートーナメントであると考えており、その重要性は現在のカンピオナート・ブラジレイロと比較できうる。
タッサ・ブラジルは、1960年より新たに始まったコパ・リベルタドーレスに出場するブラジル代表チームを決定するための大会として創設された。
1959年から1964年までは、タッサ・ブラジルの優勝チームが翌年のコパ・リベルタドーレスのブラジル代表となった。1966年からコパ・リベルタドーレスが拡大されたことに伴い、1965年から1966年まではタッサ・ブラジルの決勝に進出したチームは両チームとも翌年のコパ・リベルタドーレスのブラジル代表となった。1967年から1968年までは、タッサ・ブラジルの優勝チームとトルネイオ・ロベルト・ゴメス・ペドローザ（別名タッサ・デ・プラッタ）の優勝チームがともに翌年のコパ・リベルタドーレスのブラジル代表となった。
タッサ・ブラジルの開催は1968年が最後になった。1969年から1970年まではトルネイオ・ロベルト・ゴメス・ペドローザの上位2チームが翌年のコパ・リベルタドーレスのブラジル代表となり、それは1971年に全国規模のリーグであるカンピオナート・ブラジレイロが発足するまで続いた。なお現在、ブラジルの州リーグ戦優勝のチームが出場できる公式戦としては、カンピオナートとは別のカップ戦である「コッパ・ド・ブラジル」（1989年創設）がある。

## 成績
| 1959 | バイーア     | 3 - 2 0 - 2 3 - 1 | サントス           | ヴァスコ・ダ・ガマ | グレミオ           |
| 1960 | パルメイラス | 3 - 1 8 - 2       | フォルタレーザ     | フルミネンセ       | サンタクルス       |
| 1961 | サントス     | 1 - 1 5 - 1       | バイーア           | アメリカ           | ナウチコ           |
| 1962 | サントス     | 4 - 3 1 - 3 5 - 0 | ボタフォゴ         | スポルチ・レシフェ | インテルナシオナル |
| 1963 | サントス     | 6 - 0 2 - 0       | バイーア           | グレミオ           | ボタフォゴ         |
| 1964 | サントス     | 4 - 1 0 - 0       | フラメンゴ         | パルメイラス       | セアラー           |
| 1965 | サントス     | 5 - 1 1 - 0       | ヴァスコ・ダ・ガマ | パルメイラス       | ナウチコ           |
| 1966 | クルゼイロ   | 6 - 2 3 - 2       | サントス           | フルミネンセ       | ナウチコ           |
| 1967 | パルメイラス | 3 - 1 1 - 2 2 - 0 | ナウチコ           | グレミオ           | クルゼイロ         |
| 1968 | ボタフォゴ   | 2 - 2 4 - 0       | フォルタレーザ     | クルゼイロ         | ナウチコ           |

## 優勝回数
- サントス：5回
- パルメイラス：2回
- バイーア、ボタフォゴ、クルゼイロ：1回

## 得点王
- 1959 - 08ゴール - レオ (バイーア)
- 1960 - 07ゴール - ベセセ (フォルタレーザ)
- 1961 - 09ゴール - ペレ (サントス)
- 1962 - 07ゴール - コウチーニョ (サントス)
- 1963 - 12ゴール - ペレ (サントス) 、ルイテル (コンフィアンサ)
- 1964 - 07ゴール - ペレ (サントス)
- 1965 - 09ゴール - ビッタ (ナウチコ)
- 1966 - 10ゴール - ビッタ (ナウチコ) 、トニーニョ・ゲレイロ (サントス)
- 1967 - 06ゴール - シクレテ (トレーゼ)
- 1968 - 07ゴール - フェレチ (ボタフォゴ)

| 年   | 得点     | 選手                 | 所属クラブ     |
| ---- | -------- | -------------------- | -------------- |
| 1959 | 8ゴール  | レオ                 | バイーア       |
| 1960 | 7ゴール  | ベセセ               | フォルタレーザ |
| 1961 | 9ゴール  | ペレ                 | サントス       |
| 1962 | 7ゴール  | コウチーニョ         | サントス       |
| 1963 | 12ゴール | ペレ                 | サントス       |
| 1963 | 12ゴール | ルイテル             | コンフィアンサ |
| 1964 | 7ゴール  | ペレ                 | サントス       |
| 1965 | 9ゴール  | ビッタ               | ナウチコ       |
| 1966 | 10ゴール | ビッタ               | ナウチコ       |
| 1966 | 10ゴール | トニーニョ・ゲレイロ | サントス       |
| 1967 | 6ゴール  | シクレテ             | トレーゼ       |
| 1968 | 7ゴール  | フェレチ             | ボタフォゴ     |